# Faucon
Faucon is een plaatsje in het zuidoosten van Frankrijk. Het ligt in het noorden van het departement Vaucluse vlak bij de Mont Ventoux op een hoogte van 390 meter. Faucon valt onder het arrondissement Orange, heeft een oppervlakte van 8,65 km² en telt 386 inwoners (2005). Wim Duisenberg had hier een villa, waar hij op 31 juli 2005 overleed. Ook de Franse schrijfster Violette Leduc woonde er vanaf de jaren 1960 tot haar overlijden in 1972.
Faucon werd in 1120 al genoemd, onder de naam Falco. In de twaalfde en dertiende eeuw hoorde het tot het leen van de hertogen van Poitiers en Toulouse, tot het in 1274 eigendom werd van paus Gregorius VI. In 1565 kochten de inwoners hun dorp van de Heilige Stoel terug. Sinds het ontstaan van het departement Vaucluse hoort Faucon bij Frankrijk.

## Demografie
Onderstaande figuur toont het verloop van het inwonertal (bron: INSEE-tellingen).
1. ↑  Populations de référence 2022.